# Odile Massé
Pour l’article homonyme, voir Massé.
Odile Massé, née le 13 avril 1950 à Marseille, est une actrice, écrivaine et poétesse française.

## Biographie
Après des études de philosophie, Odile Massé devient comédienne. Depuis sa création en 1972, elle fait partie de la compagnie « 4 LITRES 12 », dirigée par Michel Massé, et qui a reçu le grand prix de l'Humour noir 1993 pour l'ensemble de son travail.
Odile Massé fait son entrée en littérature dans les années 1980 et a obtienu, en 1998, le grand prix de l'Humour noir pour Tribu, publié au Mercure de France.

## Œuvres

### Littérature
- 1986 : Alma Mater, Æncrages & Co
- 1991 : Vingt et un cannibales, Æncrages & Co
- 1992 : La Femme poussière, Manya
- 1992 : La Guerre de cent ans première semaine, théâtre, Presses universitaires de Nancy
- 1993 : L'Homme qui dort, illustrations de Julius Baltazar, Æncrages & Co
- 1997 : Tribu, Mercure de France
- 1998 : L'Eau du bain, L'Estocade, verbes & entailles
- 2002 : La Vie des ogres, Mercure de France
- 2004 : Manger la terre, Mercure de France
- 2005 : Ça le désordre, théâtre, avec Michel Massé, éditions de l'Amandier
- 2006 : La Traversée des villes, illustrations de Franck Hommage, Arbre vengeur
- 2008 : Jusqu'au bout, illustrations de Julius Baltazar, La Dragonne
- 2010 : La Compagnie des bêtes, tome 1, illustrations d'Olivier O. Olivier, La Pierre d'Alun
- 2011 : La Compagnie des bêtes, tome 2, illustrations de Vladimir Velickovic, La Pierre d'Alun
- 2016 : Sortir du trou, dessins de Jean-Claude Terrier, L'Atelier contemporain
- 2018 : L'Envol du guetteur, dessins de Christine Sefolosha, L'Atelier contemporain
- 2018 : La Nue du fond, dessins de Maike Freess, L'Atelier contemporain
- 2022 : "Forêts des mots", dessins de Paul de Pignol; L'Atelier contemporain

### Théâtre
- 1972 : Antigone, mise en scène de Guy Kayat, Théâtre Malakoff
- 1999 : Toïedovski, lecture entre chiens et fous, conception et mise en scène de Michel Massé, Théâtre de l'Est parisien
- 1999 : La Confession, collectif, mise en scène de Michel Didym, Festival d'Avignon
- 2005 : Ça le désordre, mise en scène de Michel et Odile Massé, Théâtre du Rond-Point

### Cinéma
- 1982 : Vidéamour de Sylvain Resling
- 1987 : Imbuvable mais frais de E. Houzelot et Ph. Thomine
- 1988 : Quatre litres blues de Michel Massé
- 1992 : Express de Sylvain Resling
- 1992 : Histoire de ma douleur de Marie-Sophie Colas
- 2010 : Inong Bale, la légende des femmes guérilleros, documentaire de Marie-Sophie Colas (voix)